# Wade Hampton III
Pour les articles homonymes, voir Wade Hampton.
Wade Hampton III (né à Charleston le 28 mars 1818, mort le 11 avril 1902) est un militaire et homme politique américain. Il fut commandant de cavalerie dans l'armée des États confédérés lors de la guerre de Sécession, atteignant le grade de lieutenant general. Après la guerre il entama une carrière politique en Caroline du Sud, État dont il fut gouverneur, puis qu'il représenta au Sénat des États-Unis.

## Biographie

### Jeunesse et début de carrière
Hampton était le fils aîné du colonel Wade Hampton II (en) (1791–1858), l'un des planteurs les plus riches du sud des États-Unis et celui possédant le plus grand nombre d'esclaves. Wade Hampton II fut officier des dragons durant la guerre américano-britannique de 1812 et servit sous les ordres du général Andrew Jackson lors de la bataille de La Nouvelle-Orléans. Son grand-père, Wade Hampton I (1754–1835), fut lieutenant colonel dans la cavalerie lors de la guerre d'indépendance, puis membre de la chambre des représentants et brigadier general lors de la guerre de 1812. Son oncle, James Henry Hammond, fut membre de la chambre des représentants et du Sénat des États-Unis, et gouverneur de Caroline du Sud.
Hampton grandit dans une famille aisée et reçut une éducation privée. Il menait une vie active, et pratiquait notamment la chasse. En 1836, il sortit diplômé du South Carolina College (l'université de Caroline du Sud). Bien qu'ayant étudié le droit, il se consacra à la gestion de ses plantations, en Caroline du Sud et dans l'État du Mississippi et s'engagea dans la vie politique locale. En 1852, il fut élu à l'assemblée législative de Caroline du Sud (South Carolina General Assembly), il servit comme sénateur entre 1858 et 1861. Son père mourut en 1858 et Wade Hampton III hérita d'une vaste fortune, de plantations, et d'un grand nombre d'esclaves.

### Guerre de Sécession
Malgré ses opinions conservatrices à propos de la sécession et de l'esclavage, et bien qu'il soit opposé à la division des États-Unis en tant que législateur, Hampton resta loyal à son État lorsque la guerre de Sécession se déclencha. Il démissionna du sénat des États-Unis et s'engagea en tant que simple soldat dans la milice de Caroline du Sud. Le gouverneur de l'État insista pour qu'il accepte le grade de colonel, bien qu'il ne disposait d'aucune expérience militaire. Hampton organisa en finança en partie une unité, connue comme la Hampton's Legion. Elle était constituée de six compagnies d'infanterie, quatre compagnies de cavalerie, ainsi qu'une batterie d'artillerie. Il finança lui-même l'achat de l'armement.
Malgré son manque d'expérience militaire et son âge relativement avancé de 42 ans, Hampton était brave et bon cavalier. Moins flamboyant que « Jeb » Stuart, il fut malgré tout, avec Nathan Bedford Forrest, l'un des deux officiers de cavalerie de l'armée des États confédérés à atteindre le grade de lieutenant general.
Le premier affrontement auquel il participa fut la première bataille de Bull Run en 1861, il déploya sa « légion » à un moment décisif avant que la brigade de Thomas Jonathan Jackson puisse rejoindre le champ de bataille. Hampton reçut la première de ses cinq blessures de guerre lorsqu'une balle effleura son front durant une charge contre une position d'artillerie de l'armée de l'Union.
Hampton fut promu brigadier général le 23 mai 1862, alors qu'il commandait une brigade faisant partie de la division de Thomas Jackson dans l'armée de Virginie du Nord. Le 31 mai 1862, à la bataille de Seven Pines, il fut gravement blessé au pied. Toujours sous le feu de l'ennemi, il resta sur son cheval pendant qu'il recevait des soins. Hampton retourna au combat et dirigea une brigade lors de la bataille de Sept Jours.
Après la campagne de la péninsule, le général Robert Lee réorganisa sa cavalerie qui devint une division sous le commandement de « Jeb » Stuart. Celui-ci choisit Hampton comme subordonné, et lui confia le commandement de l'une des deux brigades. Durant l'hiver 1862, alors que se déroulait la bataille de Fredericksburg, Hampton mena une série de raids derrière les lignes ennemies et captura de nombreux prisonniers ainsi que du ravitaillement sans subir la moindre perte. Ces faits d'armes lui valurent les éloges du général Lee. Lors de la bataille de Chancellorsville, en avril-mai 1863, la brigade d'Hampton était stationnée au sud de la rivière James, et ne fut pas impliquée dans les combats.
Lors de la bataille de Brandy Station, le plus grand combat de cavalerie de toute la guerre, Hampton fut légèrement blessé. Sa brigade participa ensuite aux raids menés par Stuart dans le nord-est et fut coupée du reste des armées de Lee. Stuart et Hampton atteignirent Gettysburg dans la soirée du 2 juillet 1863. Aux abords de la ville, Hampton fut confronté par un cavalier de l'Union pointant un fusil dans sa direction à une distance de 200 yards (environ 180 m), il le chargea avant que celui-ci puisse faire feu, mais un second soldat le blessa à la tête d'un coup de sabre. Le 3 juillet, lors de la bataille de Gettysburg, Hampton dirigea l'attaque de cavalerie sur la ville et se heurta à la cavalerie de l'Union. Il reçut deux nouvelles blessures mais continua le combat. Lorsqu'un éclat d'obus se logea dans sa hanche, il fut rapatrié en Virginie dans le même véhicule que le général John Bell Hood.
Le 3 août 1863, Hampton fut promu major général et reçut le commandement d'une division de cavalerie. Les blessures contractées à Gettysburg guérirent lentement, il ne reprit pas son service avant le mois de novembre. « Jeb » Stuart fut tué à la bataille de Yellow Tavern, durant l'Overland Campaign de 1864. Le 11 août, Hampton fut choisi pour être son remplaçant.
Il se distingua dans son nouveau rôle lors de la sanglante bataille de Trevilian Station, où il défit la cavalerie de l'Union menée par Philip Sheridan.Alors le raid de la cavalerie de l'Union contre le chemin de fer du centre de la Virginie et de la bataille de Trevilian Station, la cavalerie confédérée sous les ordres du major général Wade Hampton attaque la colonne de la division du brigadier général David McM. Gregg à St. Mary's Church le 24 juin 1864. Bien qu'en supériorité numérique face aux cavaliers de l'Union avec un rapport de cinq brigades contre deux, elle ne parvient pas à intercepter le train de wagons, qui continue à se déplacer sans encombre jusqu'à la James.
En septembre 1864, Hampton conduisit le raid qui fut baptisé par la suite le Beefsteak Raid. À cette occasion, il captura 2 400 têtes de bétail et fit 300 prisonniers derrière les lignes ennemies.
Alors que l'armée du général Robert Lee était enfermée durant le siège de Petersburg, en janvier 1865, Hampton retourna en Caroline du Sud pour recruter de nouvelles troupes. Il fut promu au grade de lieutenant général le 14 février 1865 et se rendit finalement aux forces de l'Union, en même temps que l'armée dirigée par Joseph E. Johnston. Hampton répugnait à l'idée de se rendre, la Caroline du Sud avait été dévastée par le général William Sherman, la plupart de sa fortune avait été utilisée pour équiper ses soldats, et ses nombreux esclaves avaient été libérés. Hampton était particulièrement irrité de voir des troupes noires de l'Union occuper son État. Amer, il fut à l'origine, avec le général Jubal Anderson Early, d'un mouvement appelé Cause perdue, essayant d'expliquer la défaite des États confédérés.